# Dennis Alencar
Dennis Alencar (São Paulo, 20 de Outubro de 1981) é um cantor, compositor e instrumentista brasileiro.
Músico profissional há mais de 15 anos, trabalhou na França no ano de 2005 na casa de espetáculos Rhumerie Le Pam-Pam. No estilo violão e voz, interpreta sucessos de grandes nomes da mpb, rock e samba nas noites paulistas. Atualmente se apresenta regularmente nos bares Barbirô (Vila Mariana), Pilequinhos (Vila Maria), Bar do Espetinho (Aclimação) e Paróquia Bar (Vila Mariana).
Com um repertório variado e eclético, o músico trabalha a imparcialidade musical por onde passa. Mesclando gêneros e estilos como pode ser visto em seu canal do Youtube, suas apresentações são sempre uma surpresa para seus espectadores, podendo variar de Metallica e The Doors a Demônios da Garoa e Alceu Valença. Em sua carreira, o músico lançou dois singles próprios e um álbum completo gravado na França em 2005 com o nome de Aurevoir Meu Rio, obtendo destaque com a música de trabalho I'm Not Fuck Insane.

## Discografia (Singles)
- 2002 - Fogueira, Vinho e Violão
- 2003 - Amores Ideais
- 2005 - I'm Not Fuck Insane